# Черивуд (Кентаки)
Черивуд (енгл. Cherrywood) град је у америчкој савезној држави Кентаки.

## Демографија
По попису из 2000. године број становника је 327.
| Група             | 2000.       | 2010.    |
| Белци             | 325 (99,4%) | 0 (0,0%) |
| Афроамериканци    | 0 (0,0%)    | 0 (0,0%) |
| Азијати           | 0 (0,0%)    | 0 (0,0%) |
| Хиспаноамериканци | 1 (0,3%)    | 0 (0,0%) |
| Укупно            | 327         | 0        |